# Ceuthophilus lapidicola
Ceuthophilus lapidicola är en insektsart som först beskrevs av Hermann Burmeister 1838.  Ceuthophilus lapidicola ingår i släktet Ceuthophilus och familjen grottvårtbitare. Inga underarter finns listade i Catalogue of Life.